# Wolfgang Schröter (Politiker)
Wolfgang Schröter (* 27. Februar 1943 in Wesermünde) ist ein deutscher Kaufmann sowie Politiker (CDU) und er war für Bremerhaven Mitglied der Bremischen Bürgerschaft. 

## Biografie
Schröter war der Sohn eines selbstständigen Polsterers, der 1949 sein Geschäft in Bremerhaven-Lehe eröffnete. Er war als Raumausstatter tätig und führte von 1974 bis 1996 das Geschäft in Bremerhaven. Das Unternehmen befindet sich seit 2014 in Bremerhaven-Mitte. Er ist verheiratet und hat Kinder.
Er trat in die CDU ein. Von 1979 bis Oktober 1983 war er Mitglied der 10. Bremischen Bürgerschaft und Mitglied verschiedener Deputationen. Er war zudem lange Zeit Mitglied der Bremerhavener Stadtverordnetenversammlung und Stadtrat.